# Klaudio Vuković
Klaudio Vuković (ur. 12 stycznia 1975) – chorwacki piłkarz grający na pozycji napastnika.

## Kariera
W 1992 roku w barwach HNK Šibenik zadebiutował w nowo utworzonej Prva HNL. W 1996 roku rozegrał jeden mecz w reprezentacji Chorwacji U-20. W sezonie 1997/1998 reprezentował barwy NK Samobor, po czym wrócił do Šibeniku. W klubie tym grał do 2001 roku, zostając na sezon 2001/2002 zawodnikiem NK Osijek. Profesjonalną karierę zawodniczą zakończył w 2003 roku w HNK Šibenik. Ogółem w pierwszej lidze chorwackiej Vuković zdobył 59 goli.
W 2017 roku został asystentem trenera w HNK Šibenik.

## Statystyki ligowe
| Sezon     | Klub        | Liga     | Mecze | Gole |
| --------- | ----------- | -------- | ----- | ---- |
| 1992      | HNK Šibenik | Prva HNL | 18    | 2    |
| 1992/1993 | HNK Šibenik | Prva HNL | 22    | 1    |
| 1993/1994 | HNK Šibenik | Prva HNL | 22    | 5    |
| 1994/1995 | HNK Šibenik | Prva HNL | 18    | 3    |
| 1995/1996 | HNK Šibenik | Prva HNL | 27    | 6    |
| 1997/1998 | NK Samobor  | Prva HNL | 28    | 9    |
| 1998/1999 | HNK Šibenik | Prva HNL | 23    | 8    |
| 1999/2000 | HNK Šibenik | Prva HNL | 30    | 12   |
| 2000/2001 | HNK Šibenik | Prva HNL | 15    | 5    |
| 2001/2002 | NK Osijek   | Prva HNL | 15    | 3    |
| 2002/2003 | HNK Šibenik | Prva HNL | 18    | 5    |